# TOFI
مصطلح TOFI هو اختصار مصطلح باللغة الإنجليزية (thin-outside-fat-inside) أي (رفيع من الخارج دهني الداخل) لوصف الأفراد النحيلين ذوي كمية عالية من الدهون (الأنسجة الدهنية) المخزنة في البطن. يوضح الشكل هنا رجلين، كلاهما في الخامسة والثلاثين من العمر، مع مؤشر كتلة الجسم من 25 كجم / م2. على الرغم من حجمها المتشابه، كان لدى احدهما TOFI 5.86 لترا من الدهون الداخلية، في حين أن المستوى السليم يعادل 1.65 لتر فقط. 

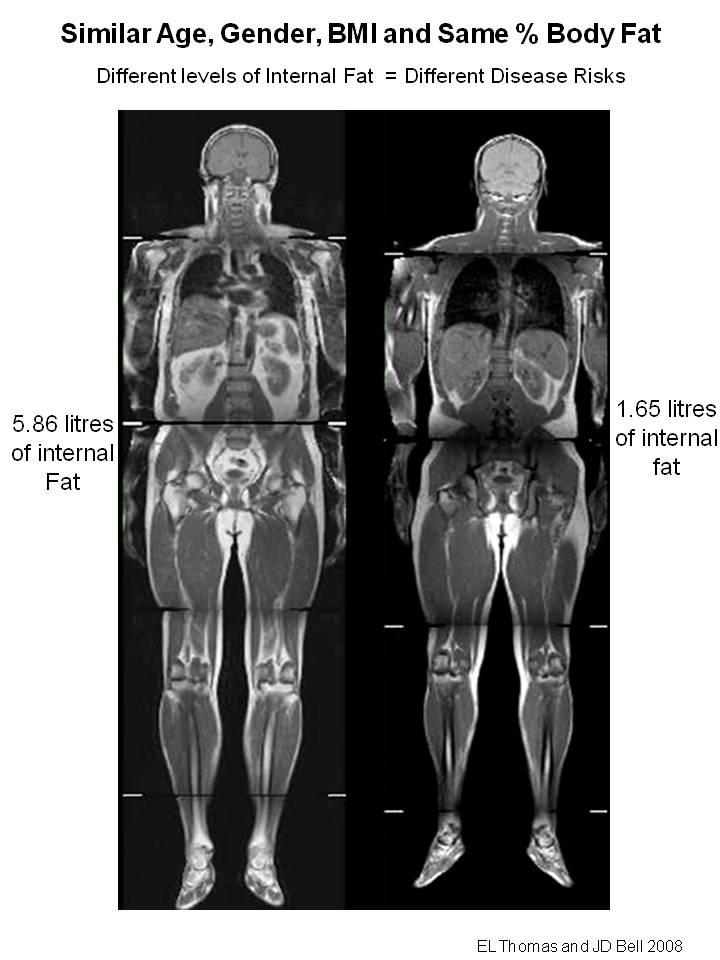
صورة توضيحية لـ TOFI والتحكم الطبيعي

تم وصف الأشخاص الذين تم تعريفهم على أنهم TOFI على أنهم أكثر عرضة للإصابة بمرض مقاومة الإنسولين ومرض السكري من النوع الثاني بسبب قلة النشاط البدني ( VO  2  max منخفضة) ، وانخفاض حساسية الإنسولين ، وعرضة لزيادة السمنة ، وزيادة تصلب الشرايين. من الخصائص المهمة الأخرى التي لوحظت في هذه المجموعة المستويات المرتفعة من دهون الكبد. من الواضح أن الاستهلاك المفرط للفركتوز يمكن أن يؤدي إلى تخمة TOFI عن طريق إحداث التهاب مرتبط بإفراز الكورتيزول.

## القياس
لتصنيف الفرد بالنسبة لمستوى TOFI، من الضروري قياس محتواه الدهني الداخلي. ويتم ذلك باستخدام التصوير بالرنين المغناطيسي (MRI) أو التصوير المقطعي المحوسب. يتم تعديل صورة التصوير بالرنين المغناطيسي لإظهار الدهون كمناطق بيضاء في الصورة أما الأنسجة الأخرى فتكون في الصورة قاتمة . وهذه النتائج تساعد في استنتاج علاقة السمنة بالمتلازمة الأيضية .
الطرق غير المباشرة مثل قياس محيط الخصر غير مناسبة لأن الأفراد ذوي محيط خصر متماثل يمكن أن يكون لديهم مستويات مختلفة من الدهون الداخلية.

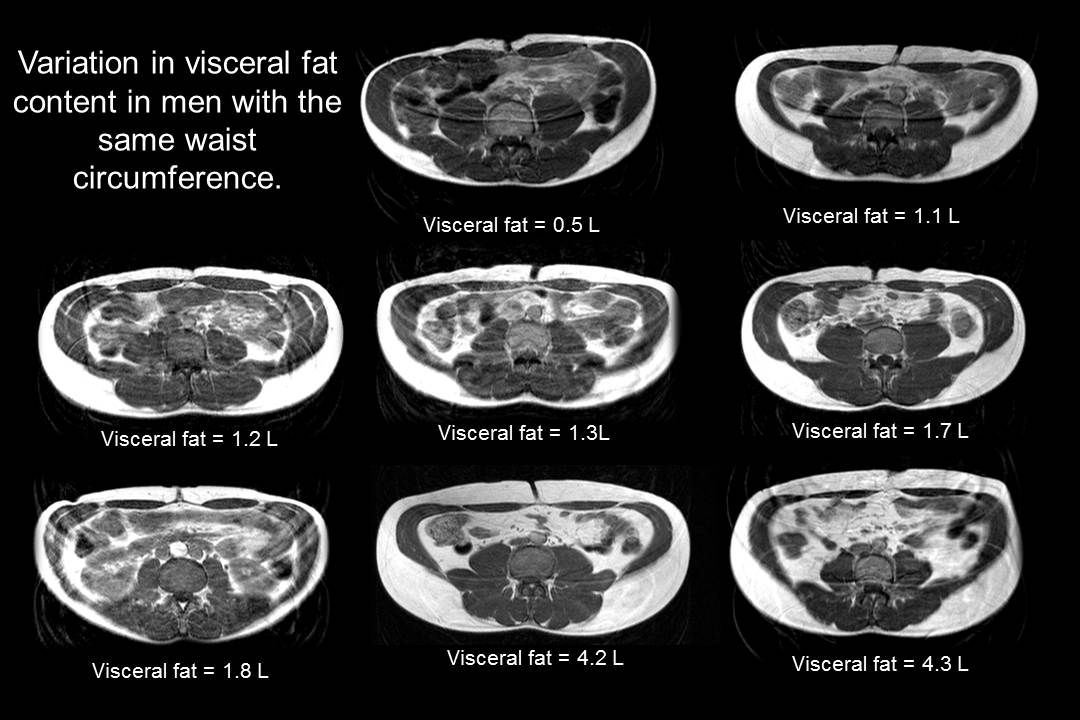
التغير في الدهون الحشوية لدى الرجال ذوي محيط الخصر نفسه

ويبين الشكل بوضوح أنه على الرغم من وجود محيط متماثل في الخصر (في هذا المثال، جميع الرجال لديهم الخصر 84 سم)، هناك اختلاف كبير في كمية الدهون الحشوية (الأحجام الظاهرة على الصورة باللتر) الموجودة.

## الوبائيات
يصعب تحديد ذلك لدى عامة الناس لأن فحوصات التصوير الضرورية تستغرق وقتًا طويلاً ومكلفة؛ ومع ذلك، فقد قُدِّر في دراسة بحثية حديثة أن 14٪ من الرجال و 12٪ من النساء اللاتي تم مسحهن باستخدام (BMI ) مؤشر كتلة الجسم بين 20-25 كجم/متر2 ، تم تصنيفهن كـ TOFI.

## في المجتمع والثقافة
منذ الملاحظات العلمية الأولى التي تشير إلى أن بعض الأشخاص النحيفين يمكن أن يكون لديهم نفس القدر من دهون الجسم داخليًا عرضة للسمنة ،  كان هناك اهتمام إعلامي وصحافي كبير في هذا المجال البحثي. وظهرت المقالة الأولى في الصحافة في عام 2006 في جريدة 'الغارديان' ،  وتبعتها نشرات في العديد من الصحف الأخرى  ، كما أذيعت أفلام وثائقية تلفزيونية في هذا الشأن.